# TV Altiora
TV Altiora, é uma emissora sediada em Bragança Paulista no estado de São Paulo, opera no canal 39. Gerida pela Fundação Bragantina de Rádio e TV Educativa, é uma Emissora de caráter educativo.

## Canais
- Atibaia-Canal 29 UHF

## Programas
- Programa João Soares Atualidades
- Programa João Soares Saúde
- Altiora Jornal
- Agito Esporte Altiora
- Coletiva de Imprensa
- Festa e Alegria com o Palhaço Braguinha
- Altiora Esporte Clube
- Tudo a Ver
- Conexão Radical (independente)
- Programa HashTag
- Arquivo Musical (independente)
- Programa Augusto Toscano Jr.